# ميغان دورمان
ميغان دورمان (بالإنجليزية: Megan Dorman)‏ هي ممثلة أسترالية، ولدت في 1977 في Ballintra ‏ في جمهورية أيرلندا.

## وصلات خارجية
- ميغان دورمان على موقع IMDb (الإنجليزية)